# Język embaloh
Język embaloh, także: ambalo, maloh – język austronezyjski używany w prowincji Borneo Zachodnie w Indonezji, w rejonie górnego odcinka rzeki Kapuas. Według danych z 1991 roku posługuje się nim 10 tys. osób.
Nie jest blisko spokrewniony z większością języków Borneo. Języki ludów Maloh (Banuaka’), w tym embaloh i taman, zostały powiązane z językiem bugijskim. Próbowano także łączyć je z językiem malajskim (taką klasyfikację zaproponowali R. Blust i B. Nothofer, a pierwotnie postulował ją A. Hudson). Podobieństwa między nimi a językami malajskimi należy raczej tłumaczyć zapożyczaniem. Dialekt kalis jest wyraźnie odrębny i bywa rozpatrywany jako oddzielny język.
Wykazuje wpływy słownikowe języka iban, który jest znany wielu jego użytkownikom. Nazwa „maloh”, odnoszona do języka i grupy etnicznej, pochodzi z języka iban. Sami preferują formy „embaloh” i „ambalo”.
Między embaloh a taman występuje wzajemna zrozumiałość; języki te bywają określane jako dialekty jednego języka (wraz z kalis).
Jest zapisywany alfabetem łacińskim.